# Paní Čeng
Paní Wang (čínsky pchin-jinem Wáng, znaky 王; 1568 – 1630), posmrtným jménem císařovna Siao-ťing (čínsky v českém přepisu Siao-ťing chuang-chou, pchin-jinem Xiàojìng huánghòu, znaky 孝靖皇后), byla jedna z konkubín Wan-liho, císaře čínské říše Ming, a matka císaře Tchaj-čchanga.

## Život
Paní Čeng se narodila kolem roku 1568, pocházela z okresu Ta-sing z jihu sousedícího s Pekingem. Pocházela z bohaté rodiny, byla vzdělaná a roku 1581 ji vybrali mezi devět konkubín (ťiou-pchin) o které byl rozšířen harém Wan-liho, mladého císaře čínské říše Ming. Záhy po svém příchodu upoutala Wan-liho pozornost a rychle postupovala v hodnostech, roku 1582 byla povýšena na konkubínu šu-pchin (淑嬪), po porodu dcery roku 1583 na „ctnostnou dámu“ (恭妃, te-fej) a roku 1584 na urozenou dámu (貴妃, kuej-fej). Po porodu syna (císařova třetího) Ču Čchang-süna roku 1586 byla jmenována „císařskou urozenou dámou“ (皇貴妃, chuang kuej-fej), což ji stavělo jen o stupeň níže než císařovnu Wang. Celkem měla šest dětí.
Pečovala o císaře a ten její péči oceňoval a rád pobýval v její společnosti. Byla hezká, i když ne výjimečně krásná, vynikala inteligencí, vzděláním a silnou vůlí. Nebyla ustrašená jako jiné dívky, ale vtipná a nebála se mu hlasitě ozvat, pokud se jí něco nelíbilo.
Věnovala se kaligrafii, její písmo bylo popisováno jako krásné a elegantní, obdivované nejen ve své době, ale i později; ještě čchingský vzdělanec Li E (厲鶚, 1692–1752) věnoval její kaligrafii čtyři obdivné básně.
Přání její a císaře jmenovat jejich syna Ču Čchang-süna následníkem namísto nejstaršího syna Ču Čchang-luoa způsobilo politickou krizi, takzvaný spor o základ státu. Rozhodnou opozici ministrů, úředníků, ale i své císařovny a císařovny matky císař nebyl schopen překonat, rozhodnutí proto odkládal téměř dvě desetiletí až do roku 1601, kdy Ču Čchang-luoa konečně jmenoval následníkem.
Byla podezřívána že stojí za incidentem „muže s holí“ roku 1615 (u paláce následníka byl zadržen muž s holí, nacházející se tam z nejasných důvodů, snad šlo o pokus o zabití Ču Čchang-luoa), nicméně vše zůstalo pouze v rovině fám. Na smrtelné posteli roku 1620 císař nařídil, aby byla – již po smrti císařovny Wang – jmenována novou císařovnou, ale ministři nesplnili jeho přání. Jeho syn a následník onemocněl pouze několik dní po nástupu na trůn, a zemřel po měsíci vlády. Povaha jeho nemoci není známa, ale eunuch spojený s paní Čang mu měl jako lék podat piluky, které mu způsobily průjem a tak uškodily. Paní Čeng opět byla podezřelá a terčem pomluv, opět aniž by je kritici doložili něčím konkrétním.
Zemřela roku 1630, pohřbena byla na hoře Jing-čchüan západně od Pekingu.
Roku 1644, po smrti císaře Čchung-čena, byl v Nankingu novým mingským císařem prohlášen Ču Čchang-sünův syn Ču Jou-sung. Vládl pouze rok na jihu Číny, sever byl pod kontrolou protimingských povstalců a dobýván vojsky mandžuské říše Čching. Ču Jou-sung paní Čeng, jakožto své babičce, roku 1644 udělil titul „velká císařovna vdova Siao-ning“ (孝寧太皇太后, Siao-ning tchaj-chuang tchaj-chou)

## Potomci
Synové:
- Ču Čchang-sü (朱常漵, 1585–1585), posmrtným jménem Aj, kníže z Pin (哀邠王);
- Ču Čchang-sün (朱常洵, 1586–1641), od 1601 kníže z Fu (福王);
- Ču Čchang-č’ (朱常治, 1587–1588), posmrtným jménem Chuaj, kníže z Jüan (怀沅王).

Dcery:
- Ču Süan-šu (朱軒姝, 1584–1590), princezna Jün-che (云和公主);
- Ču Süan-jao (朱軒姚, 1588–1589), princezna Ling-čchiou (灵丘公主);
- Ču Süan-wej (朱軒媁, 1592–1643), princezna Šou-ning (壽寧公主).